# John Fremont Hill

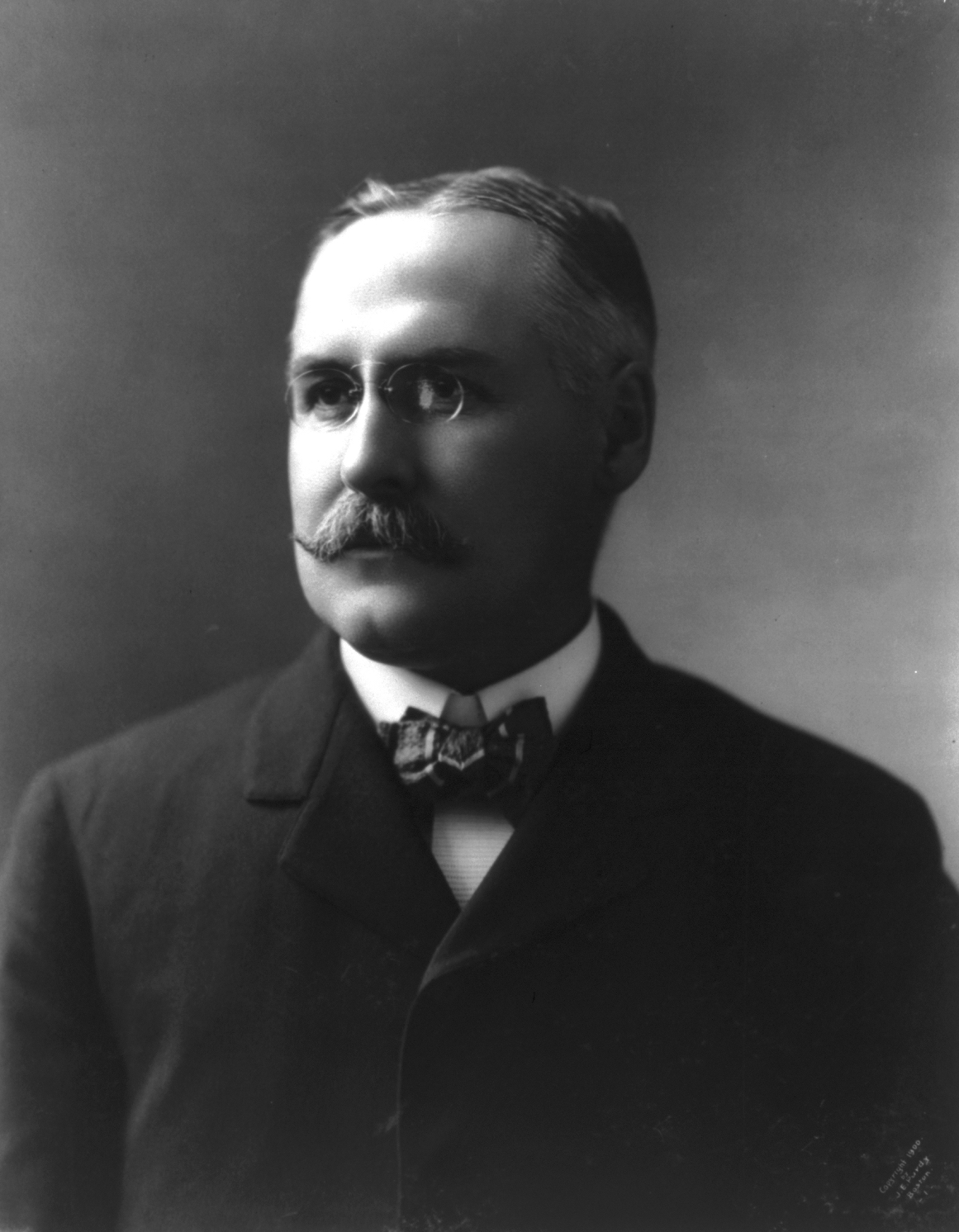
John Fremont Hill

John Fremont Hill (* 29. Oktober 1855 in Eliot, York County, Maine; † 16. März 1912 in Augusta, Maine) war ein US-amerikanischer Politiker und von 1901 bis 1905 Gouverneur des Bundesstaates Maine.

## Frühe Jahre
John Hill besuchte die örtlichen Schulen seiner Heimat. Danach studierte er an der Maine Medical School in Brunswick Medizin. Dort machte er 1877 seinen Abschluss. Hill hat aber nicht lange auf dem medizinischen Gebiet gearbeitet. Schon bald stieg er in das Verlegergeschäft ein. Seine Firma, die Vickery and Hill Publishing Company, eröffnete bald in mehreren größeren Städten des Staates Zweigstellen.

## Politische Laufbahn
Hills politischer Aufstieg begann im Jahr 1889, als er in das Repräsentantenhaus von Maine gewählt wurde. Dort verblieb er bis 1892. Zwischen 1893 und 1897 war er Mitglied des Staatssenats; von 1899 bis 1900 gehörte er dem Beraterstab des Gouverneurs (Executive Council) an.
Im Jahr 1900 wurde Hill als Kandidat der Republikanischen Partei zum Gouverneur von Maine gewählt. Er trat sein neues Amt am 2. Januar 1901 an und konnte es nach einer Wiederwahl im Jahr 1902 bis zum 4. Januar 1905 ausüben. In seiner Amtszeit wurde der Ausbau des Straßennetzes in Maine vorangetrieben. Auch das Streckennetz der Eisenbahnen wurde erweitert. Nach dem Ende seiner Gouverneurszeit machte Hill noch eine parteipolitische Karriere. Von 1910 bis zu seinem Tod am 16. März 1912 war er Vorsitzender des Republican National Committee. Gleichzeitig widmete er sich auch weiterhin seiner Verlagsfirma. John Hill war zweimal verheiratet.